# Војна енциклопедија
Војна енциклопедија је обимно војно лексикографско дело које је настало у СФРЈ и објављивано два пута, од 1958. до 1969. и 1970. до 1976. (касније издање је поново штампано 1985).

## Прво издање
Главни уредници су били Бошко Шиљеговић и Војо Тодоровић.
Садржај:
1. A-Borci – 800 страна (1958)
2. Borda-Enc – 800 страна (1959)
3. Ene-Istočno – 798 страна (1960)
4. Istorija-Krajina – 800 страна (1961)
5. Krajinski-Nadmoćnost – 800 страна (1962)
6. Nadvođe-Pirit – 784 страна (1964)
7. Pirkovič-Raketne – 797 страна (1965)
8. Raketni-Slunj – 814 страна (1966)
9. Slup-Teleskop – 792 страна (1967)
10. Telesno-Žužul – 857 страна (1967)
11. Индекс – (1969)

## Друго издање
Главни уредник је био генерал-пуковник Никола Гажевић, а његов заменик је био генерал-мајор Стево Маодуш. Изашло је у 10 књига с једанаестим индексом.
Садржај:
1. Abadan-Brčko – 798 страна (1970)
2. Brdo-Foča – 800 страна (1971)
3. Foča-Jajce – 800 страна (1972)
4. Jakac-Lafet – 800 страна (1972)
5. Lafos-Naukrat – 800 страна (1973)
6. Nauloh-Podvodni – 800 страна (1973)
7. Podvodno-Ratna mornarica – (1974)
8. Ratna privreda-Spahije – (1974)
9. Sparta-Tirana – 800 страна (1975)
10. Tirani-Žužul – 768 страна (1975)
11. Индекс – 809 страна (1976)